# Taeniochromis holotaenia
Taeniochromis holotaenia е вид лъчеперка от семейство Цихлиди (Cichlidae), единствен представител на род Taeniochromis.

## Разпространение
Видът е разпространен в Малави, Мозамбик и Танзания.